# Kyselina jodoxybenzoová
Kyselina jodoxybenzoová (zkráceně IBX) je organická sloučenina používaná v organické syntéze jako oxidační činidlo. Používá se na oxidace alkoholů na aldehydy. IBX se připravuje z kyseliny 2-jodbenzoové, bromičnanu draselného a kyseliny sírové. Bromičnan draselný lze nahradit lépe dostupným hydrogenperoxosíranem.
Nevýhodou této sloučeniny je její špatná rozpustnost; IBX je ve většině běžných organických rozpouštědel nerozpustná. V minulosti byla IBX považována za citlivou na náraz, ovšem zjistilo se, že tato citlivost vzorků IBX byla pravděpodobně způsobena zbytky bromičnanu draselného z její přípravy.
Komerčně prodávané vzorky IBX jsou stabilizovány karboxylovými kyselinami. například benzoovou nebo isoftalovou.

## Mechanismus oxidací
Reakční mechanismus oxidace alkoholu na aldehyd, jak bylo zjištěno metodami výpočetní chemie začíná výměnou ligandů, kdy se odštěpí hydroxylová skupina z alkoholu, poté proběhne eliminace. Úvodní krok je nutný, protože dvojná vazba mezi jodem a kyslíkem je mimo rovinu alkoxy skupiny a soustředěná eliminace tak neprobíhá. Dochází v něm k přesmyku, kdy se atom kyslíku přemístí do správné polohy a eliminací se poté utvoří pětičlenný cyklický meziprodukt; tato část určuje rychlost reakce. Tímto mechanismem lze vysvětlit, proč oxidace probíhá rychleji u alkoholů s většími molekulami než u menších. Jeho hnací silou jsou sterické efekty vyvolané ortho-vodíkem a protony z alkoxyskupiny, u větších alkoxyskupin je sterické odpuzování větší. Podle stejných výpočtů reaguje přibližně 100krát rychleji derivát IBX s ortho-vodíkem nahrazeným methylovou skupinou.

Mechanismus výměny ligandů v rámci přeměny methanolu na formaldehydu: a) výměna ligandů (aktivační energie 38 kJ/mol), b) hypervalentní otáčka (aktivační energie 51 kJ/mol, c) eliminace (aktivační energie 20 kJ/mol)). Mezi protony, znázorněnými červeně, se objevuje sterické odpuzování.

IBX se vyskytuje jako směs dvou tautomerů, kde jeden z nich má podobu karboxylové kyseliny. Kyselost IBX, jež byla změřena ve vodném roztoku (pKa 2,4) a dimethylsulfoxidu (pKa 6,65), má na reakce významný vliv, což se projevuje například u kysele katalyzovaných izomerizací zahrnujících oxidace.

## Rozsah

Oxidace alkoholu na aldehyd kyselinou jodoxybenzoovou (IBX), 94% výtěžnost

Kyselina jodoxybenzoová je také dostupná jako navázaná na silikagel nebo polystyren. V mnoha případech se nahrazuje Dessovým–Martinovým perjodinanem, lépe rozpustným v obvyklých organických rozpouštědlech. Jako příklad reakce může sloužit oxidace pomocí této kyseliny zahrnutá do totální syntézy eikosanoidů:
J. D. More a N. S. Finney a S. Van Arman ukázali, že pro řadu oxidací za použití IBX jsou, i přes nízkou rozpouštěcí schopnost, vhodná mnohá běžná rozpouštědla; produkt se pak i mnohdy snadněji přečišťuje.
V roce 2001 K. C. Nicolaou se svými spolupracovníky vydal několik článků popisujících, kromě jiných přeměn, použití IBX k oxidaci primárních benzylových uhlíků na aromatické aldehydy a sekundárních na ketony.

### Oxidační štěpení
IBX oxiduje vicinální dioly na diketony aniž by docházelo ke štěpením vazeb uhlík–uhlík, oxidační štěpení glykolů na dva aldehydy lze ovšem provést při změněných podmínkách (vyšších teplotách nebo použití kyseliny trifluoroctové jako rozpouštědla).
Mechanismus tohoto glykolového štěpení začíná tvorbou aduktu 10-I-4 IBX a DMSO za vzniku 12-I-5 meziproduktu, 3, v němž DMSO vytváří odstupující skupinu pro alkohol 4, čímž vznikne meziprodukt 5. Působením jednoho ekvivalentu vody se utvoří 12-I-5 spirobicyklický perjodinan 6, který se fragmentuje na 7. Za přítomnosti hydroxylových alfa protonů se objevuje vedlejší reakce v podobě oxidace na acyloin.

### α-hydroxylace
S. F. Kirsch se spolupracovníky provedl hydroxylace ketonů kyselinou jodoxybenzoovou do poloh α za mírných podmínek.
Tento postup lze použít i na β-ketoestery.

### Oxidace β-hydroxyketonů na β-diketony
S. L. Bartlett a C. M. Beaudry zjistili, že IBX je užitečná pro převody β-hydroxyketonů na β-diketony. IBX poskytuje lepší výtěžnosti než Swernův i Dessův–Martinův postup.